# Celestials
De Celestials zijn een groep van fictieve wezens uit het Marvel Universum. Ze werden bedacht door Jack Kirby en verschenen voor het eerst in The Eternals deel 1, nr. 1 (juli 1976).

## Biografie
De Celestials verschijnen altijd als stille, kolossale (ongeveer 500 kilometer hoog) gepantserde mensachtigen. Niets is bekend over hun ware uiterlijk onder hun harnas. De Eternal Ikaris beweerde ooit dat hun pantser enkel een omhulsel is van wezens van pure energie. Dit omhulsel maakt dat ze contact kunnen maken met de fysieke wereld.
De Celestials zijn slechts een paar maal op aarde verschenen. Wat wel bekend is, is dat de Celestials blijkbaar verantwoordelijk waren voor de schepping van de Eternals en de Deviants, miljoenen jaren geleden. Tevens danken alle hedendaagse supermensen hun krachten min of meer aan de experimenten die de Celestials destijds uitvoerden. De exacte reden voor de Celestials' genetische manipulatie van de voorouders van de mensheid is niet bekend, maar het staat vast dat Celestials soortgelijke experimenten hebben uitgevoerd op andere rassen. (zoals de Skrulls). Elk ras waar de Celestials ooit mee hebben geëxperimenteerd, wordt af en toe bezocht door Arishem the Judge. Als het ras in kwestie niet voldoet aan de eisen van de Celestials, wordt het ras uitgeroeid door de Celestial Exitar. De eerste maal dat dit werd getoond veranderde Exitar een planeet in een paradijs door alle "slechte" bewoners van de planeet te doden. De overlevenden kregen een tweede kans. Meer recentelijk werd echter waargenomen dat een ras dat niet aan de standaarden voldoet samen met zijn planeet wordt vernietigd.
Maar heel weinig inwoners op aarde zijn op de hoogte van het bestaan van de Celestials. De Eternals en de Deviants noemen de Celestials "Ruimte-Goden" en weten dat ze de aarde bezoeken in "afvaardigingen", elke 1000 jaar. Dit doen ze om de voortgang van het menselijk ras te observeren. Eenmaal probeerden de leiders van de Aardse "goden" (Odin, Zeus en Vishnu) de derde Afvaardiging te stoppen, maar zij faalden. Ze beraamden toen een plan om te voorkomen dat de vierde afvaardiging de aarde zou beoordelen. Ook dit plan mislukte, en het was enkel dankzij Frigga, Hera en enkele andere godinnen dat de aarde gespaard bleef tot in elk geval de komst van de vijfde afvaardiging.

## Leden
- Arishem the Judge — Een van de twee Celestials die het recht en het vermogen hebben om te beslissen welke planeten, en dan met name de bewoners, mogen blijven bestaan en welke moeten worden vernietigd. Arishem heeft tot nu toe alle vier de Celestial-afvaardigingen op aarde begeleid. Hij was ook de leider van een delegatie van Celestials die in oorlog waren met de Watchers in een onbekende melkweg. Hij verscheen voor het eerst in The Eternals (serie 1976) nr. 2. Hij heeft een metafysische formule op zijn duim, die, wanneer hij een symbolisch afkeurend gebaar maakt, het onderwerp van zijn afkeuring kan wegvagen.
- Ashema the Listener — Een vrouwelijke (?) Celestial die tijdelijk een menselijke vorm aannam toen ze op een missie was met Nezzar the Calculator. De twee moesten Franklin Richards meenemen naar waarschijnlijk de One Above All voor evaluatie. Franklin leerde haar echter de zegen en vloek van menselijke emoties en maakte dat ze van gedachten veranderde. Ze redde zelfs Franklins Counter-Earth. Ze kwam uiteindelijk geheel onder controle te staan van Tiamut, maar werd gered door de Fantastic Four en Dr. Doom. Ze is sindsdien niet meer gezien. Ze verscheen voor het eerst in Heroes Reborn: The Return nr. 1.
- Tiamut, The Dreaming Celestial — Een rebelse Celestial. Gedurende het bezoek van de tweede gast, beging hij een misdaad tegen "het leven zelf" (volgens sommigen de schepping van de onstabiele Deviants), waarna hij werd verbannen. Zijn geest werd gescheiden van zijn lichaam en opgesloten onder de Diablo Range in Californië. Hij ontsnapte eenmaal bijna door toedoen van de Deviant-priester Ghaur, maar tussenkomst van de Avengers en de Eternals voorkwam dit. Hij ontsnapte een tweede maal gedurende de Heroes Reborn verhaallijn en nam Ashema gevangen. Hij werd toen echter tegengehouden door de Fantastic Four en Dr. Doom. Recentelijk werd hij opnieuw gewekt door Deviants, maar ging, na de mensheid beschouwd te hebben, blijkbaar vrijwillig (en geamuseerd) weer in winterslaap.
- Eson the Searcher — Hij vernietigde het legendarische eiland Lemuria. Verscheen voor het eerst in The Eternals (serie 1976) nr. 9
- Exitar the Exterminator — Met zijn lengte van 20.000 voet, zes kilometer dus, is hij de grootste der Celestials. Hij vernietigt het leven op de werelden die niet voldoen aan de standaarden van de Celestials. Zelfs een hamerslag van Thor die de gehele planeet deed schudden maakte slechts een klein gat in zijn pantser. In een gevecht met de Watchers werd Exitars fysieke vorm "vermoord" door Susan Storm toen ze zijn zenuwcentrum verstoorde, iets wat alleen mogelijk was doordat de bron van haar kracht de hyperruimte is. Uatu vertelde later dat "een" Exitar opnieuw gemanifesteerd zou worden door de Celestials; het is dus mogelijk dat Exitar geen individu is maar een werktuig, misschien het Celestial-equivalent van een robot.
- Gammenon the Gatherer — Een Celestials die de taak heeft andere rassen te vinden voor experimenten. Hij rapporteert aan Jemiah en reist vaak samen met Eson. Verscheen voor het eerst in The Eternals (serie 1976) nr. 6
- Hargen the Measurer — Een Celestials die dingen "meet". De ware reden van zijn taak is nooit onthuld. Verscheen voor het eerst in The Eternals (serie 1976) nr. 7
- Jemiah the Analyzer — Jemaih analyseert alle wezens die door Gammenon worden gevonden om te bepalen voor wat voor experimenten ze geschikt zijn. Verscheen voor het eerst in The Eternals (serie 1976) nr. 7
- Nezarr the Calculator — Nezarr was betrokken bij de vier bezoeken van de Celestials aan de aarde. Als lid van de vierde Afvaardiging van de Celestials verscheen Nezarr in de Sovjet-Unie, waar hij onder vuur werd genomen met een atoomraket. Hij creëerde echter de illusie dat de raket zich tegen de militairen keerde en het mentale trauma dat dit veroorzaakte bracht hen in een coma.(Eternals nr. 9-11). Nezarr verloor zijn arm door toedoen van de Destroyer, maar deze groeide direct weer aan.
- The One Above All — De leider van de Celestials, niet te verwarren met het gelijknamige opperwezen waar Living Tribunal aan gehoorzaamt. Er is niet veel over hem bekend. Zowel X-Factor als Thor hebben hem ontmoet.
- Oneg the Prober — Verscheen voor het eerst in The Eternals (serie 1976) nr. 9
- Tefral the Surveyor — Een Celestial gespecialiseerd in "landmeetkunde" (Engels: surveying). Hij onderzoekt het landschap van een planeet. Verscheen voor het eerst in The Eternals (serie 1976) nr. 7
- Ziran the Tester — Een Celestial die de stabiliteit van de genen en daarmee de levensvormen waarop ze hebben geëxperimenteerd test. Verscheen voor het eerst in The Eternals (serie 1976) nr. 18
- Devron the Experimenter — Een jonge Celestial die de aarde moest observeren samen met Gamiel the Manipulator. De twee probeerden keer op keer te overtreffen en vernietigden bijna de aarde. Uiteindelijk moesten de twee de eerste ontmoeting tussen de Kree en de Skrull regelen, wat resulteerde in een oorlog tussen de twee rassen. Devron is klein voor een Celestial (amper zo groot als de Hulk). Hij verscheen voor het eerst in Marvel Monsters: Devil Dinosaur nr. 1 one-shot (2005).
- Gamiel the Manipulator — Een jonge Celestial die, net als Devron, de aarde moest observeren. Hij bracht de Hulk uit de toekomst naar de aarde om hem te laten vechten met Devrons creatie. Net als Devron is Gamiel klein voor een Celestial.
- The Red Celestial — Deze Celestial hielp bij de "geboorte" van de Blue Celestial. Na de gebeurtenissen van de Black Galaxy saga werd deze Celestial niet meer gezien.
- The Blue Celestial — De eerste Celestial waarvan daadwerkelijk de geboorte werd getoond. Hij werd gemaakt van genetisch materiaal van de Zwarte Melkweg waar Ego the Living Planet alle sterren had gedoofd, en van genetisch materiaal van Eric Masterson en Hercules. Zijn taak was om Ego in bedwang te houden. Net als de rode Celestial werd hij niet meer gezien na de Black Galaxy saga.
- The Red/Blue Judge — De tweede Celestial die werelden kan beoordelen. Toen Beyonder en Kubik het universum doorkruisten, kwamen ze deze vreemde Celestial tegen. Hij beoordeelde de twee en concludeerde dat ze mochten blijven bestaan. Daarna werd hij nooit meer gezien.
- Monolith Gatherer — Een Celestial, qua uiterlijk bijna gelijk aan Arishem, behalve dat zijn harnas rood en paars is. Hij had een cameo aan het eind van de X-51, de Machine Man-serie, en werd gezien door Uatu toen hij vertrok met het Celestial-moederschip. Hierna werd hij niet meer gezien.
- Scathan the Approver — Een Celestial uit een alternatieve toekomst. Hij werd opgeroepen door Living Tribunal gedurende een gevecht tegen een godachtig wezen bekend als de Protégé en doodde hem.

## Krachten en vaardigheden
De Celestials zijn de sterkste fysieke wezens in het Marvel Universum. Ze kunnen hele dimensies afsluiten, supersterke wezens zoals de Godstalkers creëren, waren in staat de Destroyer te verslaan zelfs nadat die de krachten van alle Asgardiaanse goden had geabsorbeerd, en kunnen hele planeten door het universum verplaatsen. De Celestials zijn in feite zeer ver geëvolueerde kosmische wezens die bijna onbegrensde krachten hebben, zoals het manipuleren van materie, energie en zelfs de realiteit.
Het harnas van de Celestial kan krachten weerstaan die zelfs een planeet zouden vernietigen, en zelfs als het beschadigd raakt, herstelt het in enkele seconden. De enigen die er ooit in zijn geslaagd het pantser van een Celestial te breken waren de Invisible Woman Thor, en de Destroyer toen die Odins kracht had.
Een theorie van Reed Richards houdt in dat de Celestials hun kracht verkrijgen van de Hyperruimte, de energiebron van het gehele Marvel-universum. Deze theorie werd bevestigd toen de Invisible Woman Exitars fysiek vorm wisten te verstoren met een krachtveld dat ook door de Hyperruimte werd gevoed.

## Alternatieve versies
In de serie Earth X zijn de Celestials wezens van pure energie, in een omhulsel van vibranium (wat hun dissipatie) voorkomt. Ze planten zich voort door een deel van zichzelf in de kern van een planeet te stoppen, wat dan uitgroeit tot een nieuwe Celestial. Deze nieuwe Celestial absorbeert hierbij de planeet. Dit maakt de Celestials tot rivalen van Galactus

## In andere media

### Marvel Cinematic Universe
De groep Celestials maakte een verschijning in de film Eternals. Deze film maakt deel uit van het Marvel Cinematic Universe. De leider van de Celestials is Arishem the Judge, die ingesproken wordt door David Kaye. Andere Celestials die een korte verschijning maken zijn: Nezarr the Calculator, Jemiah the Analyzer Back, Hargen the Measurer en Gammenon the Gatherer